# Charles Wilmart
Charles Théodore Jacques Wilmart (Luik, 24 juli 1855 - Amonines, 18 september 1932) was een Belgisch burgemeester en edelman.

## Levensloop
- Charles Wilmart was een zoon van de chirurg Pierre-Alexandre Wilmart (1818-1860), hoogleraar aan de Rijksuniversiteit Luik, en van Céline Frankinet. Hij werd doctor in de rechten, plaatsvervangend volksvertegenwoordiger, provincieraadslid van Luik en burgemeester van Amonines. Hij trouwde in Pepinster in 1882 met Eugénie Regnier (1860-1915). Het echtpaar kreeg acht kinderen. In 1910 werd Charles opgenomen in de Belgische erfelijke adel.
  - Charles Wilmart (1885-1969) trouwde in 1910 in Luik met Madeleine Lamarche (1887-1973). Het echtpaar kreeg twee zoons, maar de familietak is uitgedoofd.
  - Jean-Fernand Wilmart (1886-1980), advocaat in Brussel.
  - Fernand Wilmart (1887-1967) trouwde in 1928 in Sint-Gillis met Valentine Fisette (1894-1980). Het echtpaar kreeg vier zoons, met afstammelingen tot heden. Hij werd componist en kunstschilder.
  - Pierre Wilmart (1889-1975), ingenieur.
  - Philippe Wilmart (1891-1983) trouwde in Parijs in 1940 met Charlotte Maitrot de la Motte Capron (1910-1985). Uitgedoofde familietak.